# Associazione Calcio ChievoVerona 1998-1999
Questa voce raccoglie le informazioni riguardanti l'Associazione Calcio ChievoVerona nelle competizioni ufficiali della stagione 1998-1999.

## Stagione
Nella stagione 1998-1999 il Chievo Verona disputa il suo quinto campionato di Serie B, raccoglie 48 punti con l'undicesimo posto in classifica. Allenato da Domenico Caso il Chievo in questa stagione, rispetto alle ultime disputate, ha sofferto più del previsto l'inizio del campionato, infatti dopo quattordici giornate è terz'ultimo con 12 punti, con questa inattesa situazione, il presidente Luca Campedelli decide di cambiare il tecnico, passando la squadra gialloblù nelle mani della coppia formata da Lorenzo Balestro e Luciano Miani. La scelta si dimostra sul campo efficace, perché i gialloblù iniziano la risalita, chiudendo il girone di andata a 21 punti, con 9 punti raccolti nelle ultime cinque partite del girone di andata, in una zona relativamente tranquilla della classifica. Poi nel girone di ritorno continuano le buone prestazioni del Chievo, che mette insieme altri 27 punti, portandolo sullo stesso piano di tranquillità, delle ultime stagioni disputate nel campionato cadetto. Miglior marcatore stagionale clivense l'attaccante campano Ciro De Cesare arrivato a Verona nel mercato di ottobre, autore di 10 reti in 28 partite giocate. Nella Coppa Italia il Chievo supera il primo turno eliminando il Foggia con due pareggi, ma una rete segnata in trasferta, mentre nei sedicesimi di finale viene estromesso dalla competizione, nel doppio confronto con la Roma.

## Rosa
| N. |                   | Ruolo | Calciatore         |
| -- | ----------------- | ----- | ------------------ |
| 1  | Italia (bandiera) | P     | Matteo Gianello    |
| 2  | Italia (bandiera) | D     | Simone Santin      |
| 3  | Italia (bandiera) | D     | Andrea Guerra      |
| 4  | Italia (bandiera) | D     | Ivan Moretto       |
| 5  | Italia (bandiera) | C     | Silvio Giusti      |
| 6  | Italia (bandiera) | D     | Maurizio D'Angelo  |
| 7  | Italia (bandiera) | C     | Andrea Zanchetta   |
| 8  | Italia (bandiera) | C     | Massimo Lombardini |
| 9  | Italia (bandiera) | A     | Raffaele Cerbone   |
| 10 | Italia (bandiera) | C     | Martino Melis      |
| 10 | Italia (bandiera) | C     | Eugenio Corini     |
| 11 | Italia (bandiera) | A     | Federico Cossato   |
| 12 | Italia (bandiera) | P     | Mattia Passarini   |
| 13 | Italia (bandiera) | D     | Enrico Franchi     |
| 14 | Italia (bandiera) | C     | Dario Passoni      |
| 15 | Italia (bandiera) | C     | Giovanni Sulcis    |

| N. |                         | Ruolo | Calciatore           |
| -- | ----------------------- | ----- | -------------------- |
| 16 | Italia (bandiera)       | A     | Marco Veronese       |
| 17 | Sierra Leone (bandiera) | D     | Kewullay Conteh      |
| 18 | Italia (bandiera)       | D     | Nicola Legrottaglie  |
| 19 | Italia (bandiera)       | A     | Massimo Marazzina    |
| 20 | Italia (bandiera)       | D     | Lorenzo D'Anna       |
| 21 | Italia (bandiera)       | C     | Daniele Franceschini |
| 22 | Italia (bandiera)       | P     | Flavio Roma          |
| 23 | Italia (bandiera)       | D     | Salvatore Lanna      |
| 24 | Italia (bandiera)       | C     | Giammarco Frezza     |
| 25 | Italia (bandiera)       | C     | Simone Peretti       |
| 26 | Italia (bandiera)       | A     | Ciro De Cesare       |
| 27 | Italia (bandiera)       | D     | Matteo Pivotto       |
| 29 | Nigeria (bandiera)      | A     | Hashimu Garba        |
| 30 | Italia (bandiera)       | D     | Andrea Chiopris Gori |
| 31 | Italia (bandiera)       | C     | Mauro Zironelli      |
| 32 | Italia (bandiera)       | P     | Simone Stanzial      |

## Risultati

### Campionato

#### Girone di andata
| Arbitro: | Rossi (Ciampino) |

|                    |           |  |
| De Poli 51’ (rig.) | Marcatori |  |

| Arbitro: | Fausti (Milano) |

|                           |           |  |
| Zanchetta 69’ Cerbone 70’ | Marcatori |  |

| Arbitro: | Bonfrisco (Monza) |

|                       |           |                     |
| Apa 4’ Manfredini 50’ | Marcatori | 61’ D. Franceschini |

| Arbitro: | Sputore (Vasto) |

|  |           |                                  |
|  | Marcatori | 25’ (rig.) Gelsi 73’ M. Esposito |

| Arbitro: | Fausti (Milano) |

|  |           |                 |
|  | Marcatori | 15’, 49’ Marino |

| Arbitro: | Dagnello (Trieste) |

|                            |           |  |
| M. Bonomi 19’ Ferrante 52’ | Marcatori |  |

| Arbitro: | Sputore (Vasto) |

|             |           |  |
| Cerbone 69’ | Marcatori |  |

| Arbitro: | Bonfrisco (Monza) |

|  |           |               |
|  | Marcatori | 72’ De Cesare |

| Arbitro: | Guiducci (Arezzo) |

|                 |           |            |
| M. Veronese 82’ | Marcatori | 43’ Vukoja |

| Arbitro: | Guiducci (Arezzo) |

|               |           |                   |
| D'Aloisio 54’ | Marcatori | 90+2’ M. Veronese |

| Ravenna 22 novembre 1998 11ª giornata | Ravenna            | 0 – 0 referto | Chievo | Stadio Bruno Benelli (3 463 spett.)\| Arbitro: \| Preschern (Mestre) \| |
| Arbitro:                              | Preschern (Mestre) |               |        |                                                                         |

| Arbitro: | Fausti (Milano) |

|  |           |                           |
|  | Marcatori | 87’ Turrini 90+5’ Scapolo |

| Arbitro: | Pirrone (Messina) |

|                   |           |  |
| Artico 13’ (rig.) | Marcatori |  |

| Arbitro: | Sirotti (Forlì) |

|                    |           |                                                   |
| Passoni 40’ (rig.) | Marcatori | 11’ Gorgone 44’ Foglia 89’ (rig.), 90+2’ Biancone |

| Verona 20 dicembre 1998 15ª giornata | Verona           | 0 – 0 referto | Chievo | Stadio Marcantonio Bentegodi (13 654 spett.)\| Arbitro: \| Bertini (Arezzo) \| |
| Arbitro:                             | Bertini (Arezzo) |               |        |                                                                                |

| Arbitro: | Strazzera (Trapani) |

|                   |           |  |
| De Cesare 1’ (71) | Marcatori |  |

| Cesena 10 gennaio 1999 17ª giornata | Cesena              | 0 – 0 referto | Chievo | Stadio Dino Manuzzi (4 858 spett.)\| Arbitro: \| Strazzera (Trapani) \| |
| Arbitro:                            | Strazzera (Trapani) |               |        |                                                                         |

| Arbitro: | Sputore (Vasto) |

|                                              |           |                   |
| D. Franceschini 45’ D'Anna 70’ De Cesare 77’ | Marcatori | 4’ Topić 35’ Oddo |

| Arbitro: | Dagnello (rieste) |

|                                  |           |                          |
| Cyprien 57’ Margiotta 76’ (rig.) | Marcatori | 15’ Marazzina 37’ D'Anna |

#### Girone di ritorno
| Arbitro: | Branzoni (Pavia) |

|                                                    |           |                                    |
| D. Franceschini 25’ De Cesare 50’, 70’ (rig.), 77’ | Marcatori | 64’ M. Rossi 79’ (rig.) A. Orlando |

| Arbitro: | Paparesta (Bari) |

|               |           |                      |
| Colombo 90+3’ | Marcatori | 79’ (rig.) Zanchetta |

| Arbitro: | Bettin (Padova) |

|  |           |                                 |
|  | Marcatori | 5’ Apa 15’ Tatti 72’ Manfredini |

| Arbitro: | Preschern (Mestre) |

|             |           |                      |
| Palumbo 41’ | Marcatori | 75’ (rig.) De Cesare |

| Arbitro: | Bertini (Arezzo) |

|  |           |                     |
|  | Marcatori | 59’ D. Franceschini |

| Arbitro: | Cardella (Torre del Greco) |

|  |           |                                 |
|  | Marcatori | 72’ (aut.) Frezza 75’ Artistico |

| Arbitro: | Bonfrisco (Monza) |

|  |           |                          |
|  | Marcatori | 18’ Frezza 57’ Marazzina |

| Arbitro: | Bertini (Arezzo) |

|               |           |                           |
| Marazzina 73’ | Marcatori | 10’ Manca 19’ Florijančič |

| Arbitro: | Pirrone (Messina) |

|                              |           |                                      |
| Francioso 31’, 88’ Nappi 67’ | Marcatori | 2’ Marazzina 6’ D'Anna 90+3’ Passoni |

| Verona 11 aprile 1999 29ª giornata | Chievo            | 0 – 0 referto | Reggiana | Stadio Marcantonio Bentegodi (2 663 spett.)\| Arbitro: \| Guiducci (Arezzo) \| |
| Arbitro:                           | Guiducci (Arezzo) |               |          |                                                                                |

| Arbitro: | Fausti (Milano) |

|                      |           |           |
| De Cesare 45’ (rig.) | Marcatori | 8’ Atzori |

| Napoli 25 aprile 1999 31ª giornata | Napoli            | 0 – 0 referto | Chievo | Stadio San Paolo (23 741 spett.)\| Arbitro: \| Bonfrisco (Monza) \| |
| Arbitro:                           | Bonfrisco (Monza) |               |        |                                                                     |

| Arbitro: | Sputore (Vasto) |

|                                                |           |  |
| De Cesare 26’ Marazzina 68’ Di Sole 85’ (aut.) | Marcatori |  |

| Arbitro: | Cardella (Torre del Greco) |

|               |           |            |
| Tarantino 28’ | Marcatori | 6’ Franchi |

| Arbitro: | Preschern (Mestre) |

|                            |           |  |
| Lombardini 41’ Passoni 46’ | Marcatori |  |

| Arbitro: | Bertini (Arezzo) |

|  |           |               |
|  | Marcatori | 20’ Marazzina |

| Verona 30 maggio 1999 36ª giornata | Chievo          | 0 – 0 referto | Cesena | Stadio Marcantonio Bentegodi (2 412 spett.)\| Arbitro: \| Fausti (Milano) \| |
| Arbitro:                           | Fausti (Milano) |               |        |                                                                              |

| Monza 6 giugno 1999 37ª giornata | Monza              | 0 – 0 referto | Chievo | Stadio Brianteo (1 465 spett.)\| Arbitro: \| Preschern (Mestre) \| |
| Arbitro:                         | Preschern (Mestre) |               |        |                                                                    |

| Arbitro: | Guiducci (Arezzo) |

|               |           |                                 |
| Marazzina 90’ | Marcatori | 17’ (rig.) Giannini 49’ Zamboni |

### Coppa Italia
| Verona 23 agosto 1998 Primo turno - andata | Chievo           | 0 – 0 referto | Foggia | Stadio Marcantonio Bentegodi (2 000 spett.)\| Arbitro: \| Branzoni (Pavia) \| |
| Arbitro:                                   | Branzoni (Pavia) |               |        |                                                                               |

| Arbitro: | Sputore (Vasto) |

|             |           |               |
| Perrone 37’ | Marcatori | 69’ Zanchetta |

| Arbitro: | Farina (Novi Ligure) |

|                                   |           |                          |
| Cerbone 16’ D. Franceschini 45+1’ | Marcatori | 55’ Bartelt 58’ Gautieri |

| Arbitro: | Boggi (Salerno) |

|                           |           |                 |
| Aleničev 63’ Gautieri 80’ | Marcatori | 20’ M. Veronese |